# FC Moorsel
FC Moorsel is een voetbalclub in Moorsel (Tervuren) met als kleuren oranje en zwart. De club speelt haar thuiswedstrijden op een kunstgrasveld aan de Vinkenlaan.
In november 2022 telde de club 365 spelers verdeeld over meer dan 20 ploegen.

## Geschiedenis
De club ontstond uit amateurploeg "Het Lammeke (De Lemmekes)" met als lokaal café "Sportwereld - Bij den Boas". Op 5 maart 1972 sloot de club aan bij de KBVB onder de naam FC Moorsel met als stamnummer 7928.

1973-1978: Een kort sprookje.
Op 2 september 1973 was het zover. FC Moorsel speelde zijn eerste match in een officiële competitie van de KBVB. De wedstrijd uit tegen Amicale Etterbeek werd zegevierend afgesloten (2-0). Jos Beukenhoudt en Jos Ceulemans waren de eerste Moorselse doelpuntenmakers.
FC Moorsel kende de eerste jaren heel wat terreinperikelen en talrijke uitgestelde wedstrijden, waardoor ze reglementair verplicht werden om uit te wijken naar het oefenveld van Olympia Sterrebeek in de Kleine Geeststraat. Met een zevende plaats mocht FCM haar debuutseizoen toch tevreden afsluiten. 
In het tweede seizoen (1974-75) eindigde FCM opnieuw in de middenmoot (tiende). De zoektocht naar een tweede speelveld (aan de Leeuwerikenlaan) kende eindelijk succes. De uitbouw van een bijkomende infrastructuur kon beginnen. 
Op dit nieuwe terrein (seizoen 1975-76) eindigde FC Moorsel nogmaals in de middenmoot (zevende).
Tijdens het seizoen 1976-77 stond FC Moorsel wekenlang aan de leiding. Het verloor echter de terugmatchen tegen de andere titelkandidaat SK Nossegem en de latere kampioen FC Leopold en eindigde derde. Dat smaakte naar meer! 
Het seizoen 1977-78 werd met veel ambities aangevat. FC Moorsel kon opnieuw aantreden op het heraangelegde terrein aan de Vinkenlaan. De aftrap werd gegeven door zangeres Ann Michel. De nieuwe trainer, ex-keeper bij eersteklasser White Star Woluwe, Louis Follon, huldigde het principe ‘niet trainen is niet spelen’. Dat leidde al snel tot onenigheid tussen het bestuur, de trainer en de spelers. De trainer werd ontslagen en als het bestuur, uit het niets, nieuwe spelers liet opdraven voor de competitiematch op FC Kelle, weigerden vijf basisspelers de match te starten. Verwijten alom, schorsingen, dreigbrieven, woord en wederwoord volgden elkaar snel op. Chaos dus. De brokken waren niet meer te lijmen. FC Moorsel eindigde zevende. Maar een tiental ‘gelijkgezinde’ spelers verlieten FC Moorsel en startten het volgende seizoen in het ‘Liefhebbersverbond’ onder de naam VK Moorsel. De droom van een Moorselse ploeg met hoofdzakelijk Moorselse spelers spatte uiteen!

1978-1986: ploeteren in de modder en de onderste regionen.
Met enkele aankopen uit Overijse kon in het seizoen 1978-1979 de schijn nog hoog gehouden worden. FC Moorsel eindigde zevende. 
Maar kopen kost geld en dat had de ploeg niet (meer). FC Moorsel trok noodgedwongen de kaart van jeugdspelers uit Moorsel, Tervuren, Everberg en uit de school van clubsecretaris en directeur Kamiel Vandelook. De neergang werd ingezet met een elfde plaats in het seizoen 1979-80. 
Volgens de krant ‘Het Nieuwsblad’ was FC Moorsel dat in het seizoen 1980-81 veertiende en voorlaatste eindigde, ‘een vreemdelingenlegioen’. Eén lichtpuntje: de club heeft een eerste kampioenenploeg: de kadetten.
De jonge, weinig ervaren ploeg, zou ook de volgende jaren blijven ploeteren in de onderste regionen:  dertiende (1981-82), dertiende (1982-83), elfde (1983-84), veertiende (1984-85). 
Er was enige vooruitgang in het seizoen 1985-86 met een zevende plaats. 

1986-1998: beterschap in zicht.
Met een mix van Moorselse jongeren, enkele ‘rebellen’ die terugkeerden van VK Moorsel, en enkele ervaren ‘rotten’ uit Tervuren en Sterrebeek steeg het spelniveau en werden de resultaten beter. In het seizoen 1986-87 werd een zevende plaats behaald. En in de Beker van Tervuren viel een verrassing van formaat te noteren, want niet tweedeprovincialer NS Tervuren maar wel  vierdeprovincialer FC Moorsel won voor het eerst deze beker.
In het seizoen 1987-88 speelde FC Moorsel met een Zaventemse trainer (Danny Vandroogenbroek) en heel wat Zaventemse spelers, elfde. 
Het belangrijkste feit in het seizoen 1988-89 was de kampioenstitel van de Reserven, de eerste Moorselse titel behaald door een seniorenploeg. Het Eerste Elftal eindigde negende.
In het seizoen 1989-1990 is Green Stars outstanding, maar FC Moorsel kende een van zijn beste jaren, ook qua ambiance, en eindigde vierde na een lange strijd voor de tweede plaats met FC Verrewinkel en FC Wezembeek-Oppem. Tevens kreeg het een nieuwe infrastructuur (kantine, kleedkamers). 
In het seizoen 1990-91 werden enkele oudere spelers aan de kant geschoven voor de eigen jeugd met als resultaat een tiende plaats.
In het seizoen daarop (1991-92) eindigde de verjongde ploeg dertiende. De verdienste lag erin dat niet minder dan acht Moorselse jongeren van het Eerste Elftal deel uitmaakten.
Een elfde plaats werd behaald in het seizoen 1992-93. De scholieren speelden vice-kampioen. En voor het eerst bracht FC Moorsel een heuse meisjesploeg in competitie.
In het seizoen 1993-94 bengelde FC Moorsel lange tijd achteraan de klassering met slecht zes punten uit twintig wedstrijden. Trainer Pierre Crabbé speelde met zijn juniorenploeg vice-kampioen. Hij nam het trainerschap van het Eerste Elftal over, introduceerde enkele van zijn junioren, en haalde nog tien punten uit de tien resterende matchen. FC Moorsel eindigde als vijftiende, voorlaatste. 
Bij aanvang van het seizoen 1994-95 schreef club-verslaggever Rik Dewit: “FC Moorsel, met de inbreng van de ‘routiniers’ van vorig seizoen, de nieuwkomers en enkele jongeren, kan zich geen nieuwe afgang veroorloven en het team zou zich moeten kunnen handhaven in de eerste helft van de rangschikking”. En zie van speeldagen vier tot zeven staat FC Moorsel mee aan de leiding. “Van rode lantaarn vorig jaar tot leider” titelt ‘Het Nieuwsblad’. Voetbal is een wintersport, maar de ‘verzopen’ maanden januari en februari maakten dat FC Moorsel in de slotfase een te druk programma voorgeschoteld kreeg en nog weinig punten haalde tegen op papier gemakkelijke tegenstanders. Elfde was het eindresultaat.
Mooie resultaten werden behaald in het seizoen 1995-96: een zesde plaats voor het Eerste Elftal en twee kampioenenploegen bij de jeugd (kadetten en preminiemen). 
In het seizoen 1996-97 telde FC Moorsel tweehonderd spelers verdeeld over twaalf ploegen. Die deden het allemaal behoorlijk goed met een mooie vijfde plaats voor het Eerste Elftal. 
In het seizoen 1997-98 leverde FC Moorsel sterke prestaties af, maar ging ook enkele keren zwaar onderuit met een achtste plaats als resultaat. Burgemeester Bruno Eulaerts droomde van één grote club in Tervuren en zette FC Moorsel, Voorwaarts Duisburg en Greunsjotters Vossem onder druk om te fusioneren. Voorwaarts Duisburg ging volledig mee in dit verhaal, de Greunsjotters helemaal niet en FC Moorsel wou wel meewerken in zoverre het jeugdploegen betrof. Zo verdween als eerste de scholierenploeg. 

1998-2002: hoogtes en laagtes.
Het seizoen 1998-1999 werd een van de beste seizoenen van FC Moorsel. Het Eerste Elftal eindigde derde en twee jeugdploegen (miniemen en preminiemen) speelden kampioen.
De club kende echter een terugval in het seizoen 1999-2000 en FCM eindigde veertiende. Het had geen jeugdploegen meer, nog slechts een Damesploeg. Die laatste eindigde wel tweede en won de Beker van Brabant. 
Bij gebrek aan doorstroming was het echter ook einde verhaal voor de Dames in het seizoen 2000-2001. Het Eerste Elftal eindigde elfde.
Het seizoen 2001-2002 werd bekend als ‘Het schandaal van Gelrode”. Leider FC Moorsel verloor van een “café-ploeg” die slechts tweemaal wist te winnen, slechts 25 maal scoorden en liefst 149 goals slikten. 

2002-2008: de werken van Alan Pauwels.
Met de komst van trainer Vito Simone vorig seizoen, kreeg de club wel wat nationale voetbalervaring in huis. Er werd nu ook tactisch getraind en zie in het seizoen 2002-2003 haalde FC Moorsel zowaar een vijfde plaats. 
De basis is gelegd en in het seizoen 2003-2004 onder aanvoering van speler-trainer Alan Pauwels werd een ware vriendenploeg gecreëerd met als resultaat een derde plaats. Ook buiten het veld liet FC Moorsel zich opmerken met de creatie van een eigen website en een clublogo.
Na een bestaan van éénendertig jaar in vierde provinciale promoveerde FC Moorsel in het seizoen 2004-2005 als winnaar van de eindronde der tweedes naar derde provinciale. 
De club draaide in zijn eerste seizoen (2005-2006) probleemloos mee in de hogere reeks en eindigde zesde. De Zaterdag-Reserven deden nog beter door kampioen te spelen. 
Dan beleefde FC Moorsel een wisselvallig seizoen 2006-2007 in derde provinciale met toch nog een zevende plaats als resultaat. De Zondag-Reserven werden vice-kampioen.
Het seizoen 2007-2008 betekende het einde van een tijdperk, een van de beste periodes van FC Moorsel. Er werd afscheid genomen van enkele markante figuren als trainer Alan Pauwels, sfeermaker en hulptrainer Arne Vanden Wijngaert, maar vooral van voorzitter en ‘duivel-doet-al’, Guy Mannaerts, na dertig jaren bewind. Het Eerste Elftal eindigde negende.   

2008-2020 : geleidelijk aan weer wat Moorsels.
Het verjongde bestuur telde weer meer Moorselaars. Na tien jaar geen eigen jeugdploegen meer in competitie te hebben gebracht, werd in het seizoen 2008-2009 weer gestart met een Duiveltjesploeg. In de komende jaren werden meer jeugdploegen  in lijn gebracht en de samenwerking met NS Tervuren langzaam afgebouwd. In het Eerste Elftal waren de Moorselse spelers in deze periode echter schaars. Het eindigde elfde en nogmaals elfde in het daaropvolgende seizoen 2009-2010. 
Ook 2010-2011 was een teleurstellend seizoen met een dertiende plaats. Gelukkig brachten de Zaterdag-Reserven wat vreugde met een nieuwe kampioenstitel. 
Straffe mannen, want in het seizoen 2011-2012 deden ze dat kunstje nog eens over. Twee op een rij dus. Het Eerste Elftal eindigt achtste.
In het seizoen 2012-13 traden er weer vier nieuwe jeugdploegen aan, waaronder een meisjesploeg. FC Moorsel telde zo weer vijftien ploegen die de oranje-zwarte kleuren verdedigden. Het Eerste Elftal mocht na een mooie prestatie in het vorige seizoen in de Beker van Brabant voor het eerst in haar bestaan aantreden in de voorronde van de Beker van België. Het werd door vierdenationaler SK Halle kansloos uitgeschakeld (8-2). In de competitie werd zevende geëindigd. 
In het seizoen 2013-2014 eindigde FC Moorsel negende en waren het vooral de nieuwe infrastructuur (kleedkamers, kantine, …) aan de Vinkenlaan en de digitalisering van de wedstrijdbladen die de aandacht trokken. 
Dramatisch einde van het seizoen 2014-15 als FC Moorsel na tien jaar weer naar vierde provinciale zakte. Halfweg stond het Eerste Elftal nochtans derde met 27 van de 45 te verdienen punten. In de terugronde konden slechts vijf punten verzameld worden wat resulteerde in een voorlaatste plaats en degradatie.
In 2015-16 eindigde FC Moorsel vijfde. Omwille van het groeiend aantal jeugdploegen was de nood aan een kunstgrasveld groot. Het bestuur organiseerde een “crowdfunding” om het gemeentebestuur onder druk te zetten. 
In het seizoen 2016-17 eindigde FC Moorsel tweede en promoveerde het na twee jaar weer van vierde naar derde provinciale. Succes ook voor de Meisjes U16 die de kampioenstitel haalden.
Na vijftien jaar kreeg FC Moorsel in het seizoen 2017-18 weer een senioren damesploeg. De Dames eindigden voorlaatste, de Heren dertiende.
Ook het daaropvolgend seizoen 2018-19 werd een nagelbijter voor het Eerste Elftal en kon met een twaalfde plaats de degradatie maar nipt vermeden worden. Positief was dat de eerste jeugdproducten (Jarne De Vos en Loïc Van den Meerssche) hun verschijning maakten bij de senioren.
In 2019-2020 werd de wereld getroffen door het Coronavirus. De laatste zes matchen van de competitie werden niet meer gespeeld. FC Moorsel stond dan tiende. 

2020-2024 : de Dames aan de macht, de Heren worden toppers.
In het seizoen 2020-21 werd het nieuwe kunstgrasveld in gebruik genomen. Maar de Corona-epidemie maakte competitie onmogelijk. Slechts enkele matchen werden gespeeld. Er waren geen stijgers of dalers. 
In het seizoen 2021-22 speelden de Dames van FC Moorsel kampioen. Het was het eerste fanionelftal dat daar in lukte in het 49-jarig bestaan van de club. De Heren in derde provinciale verkeerden constant in degradatiegevaar en konden zich slechts op het nippertje redden. De Heren in vierde provinciale eindigden laatste. 
Het seizoen 2022-23 was het vijftigste seizoen dat ploegen van FCM aantraden bij de KBVB. Een jubileumjaar dus. De Heren in derde provinciale stonden lange tijd onderaan de rangschikking, maar de ploeg kreeg vaste vorm en won zowaar de derde periodetitel. In de eindronde voor promotie werden ze echter al bij de eerste match op Zemst uitgeschakeld. De Heren in vierde provinciale eindigden op een dertiende plaats. De Dames draaiden vlotjes mee in hun eerste jaar in tweede provinciale.
In het seizoen 2023-24 draaide FC Moorsel mee aan de leiding. De laatste thuismatch tegen rechtstreekse concurrent Sparta Haacht-Tildonk was alles beslissend, maar het gelijkspel was onvoldoende om naar de titel te wippen. In de eindronde van de periodekampioen werd FCM nu ook uitgeschakeld bij de eerste wedstrijd uit tegen Ritterclub Jette.

## Resultaten
FC Moorsel trad voor het eerst aan in competitie in het seizoen 1973-1974, in 4° Provinciale Brabant. Na 31 jaar, in het seizoen 2005-2006 kon de promotie naar 3° Provinciale Brabant afgedwongen worden, door het winnen van de eindronde der tweede geklasseerden. Na tien seizoenen (in 2015-2016) volgde een kortstondige degradatie naar 4° Provinciale Brabant. Vanaf het seizoen 2017-2018 speelde FC Moorsel onafgebroken weer in 3° Provinciale Brabant.

In het seizoen 2024/25 lukte voor het eerst de promotie naar 2e Provinciale als 5e in de eindronde.
| Seizoen | Reeks                   | #Matchen | Plaats | Punten | %Punten | Opmerking              |
| ------- | ----------------------- | -------- | ------ | ------ | ------- | ---------------------- |
| 2025-26 | 2°Provinciale B Brabant | 30       |        |        |         |                        |
| 2024-25 | 3°Provinciale C Brabant | 30       | 4      | 56     | 62      | Promotie via eindronde |
| 2023-24 | 3°Provinciale C Brabant | 30       | 2      | 67     | 74      | Vicekampioen           |
| 2022-23 | 3°Provinciale C Brabant | 30       | 7      | 48     | 53      | Periodekampioen        |
| 2021-22 | 3°Provinciale C Brabant | 30       | 14     | 27     | 30      |                        |
| 2020-21 | 3°Provinciale C Brabant | 4        | 6      | 6      | 50      | Corona                 |
| 2019-20 | 3°Provinciale B Brabant | 27       | 10     | 37     | 46      | Corona                 |
| 2018-19 | 3°Provinciale B Brabant | 28       | 12     | 28     | 33      |                        |
| 2017-18 | 3°Provinciale B Brabant | 30       | 13     | 33     | 37      |                        |
| 2016-17 | 4°Provinciale D Brabant | 28       | 2      | 69     | 82      | Promotie               |
| 2015-16 | 4°Provinciale F Brabant | 30       | 5      | 54     | 60      |                        |
| 2014-15 | 3°Provinciale E Brabant | 30       | 15     | 32     | 36      | Degradatie             |
| 2013-14 | 3°Provinciale E Brabant | 30       | 9      | 37     | 41      |                        |
| 2012-13 | 3°Provinciale E Brabant | 30       | 7      | 42     | 47      |                        |
| 2011-12 | 3°Provinciale E Brabant | 28       | 8      | 41     | 49      |                        |
| 2010-11 | 3°Provinciale E Brabant | 30       | 13     | 28     | 31      |                        |
| 2009-10 | 3°Provinciale E Brabant | 30       | 11     | 34     | 38      |                        |
| 2008-09 | 3°Provinciale E Brabant | 30       | 13     | 35     | 39      |                        |
| 2007-08 | 3°Provinciale E Brabant | 30       | 9      | 40     | 44      |                        |
| 2006-07 | 3°Provinciale E Brabant | 30       | 7      | 43     | 48      |                        |
| 2005-06 | 3°Provinciale E Brabant | 30       | 6      | 47     | 52      |                        |
| 2004-05 | 4°Provinciale D Brabant | 28       | 2      | 56     | 67      | Promotie               |
| 2003-04 | 4°Provinciale D Brabant | 30       | 3      | 59     | 66      |                        |
| 2002-03 | 4°Provinciale D Brabant | 30       | 4      | 54     | 60      |                        |
| 2001-02 | 4°Provinciale G Brabant | 30       | 7      | 47     | 52      |                        |
| 2000-01 | 4°Provinciale H Brabant | 26       | 11     | 28     | 36      |                        |
| 1999-00 | 4°Provinciale H Brabant | 30       | 14     | 26     | 29      |                        |
| 1998-99 | 4°Provinciale H Brabant | 28       | 3      | 55     | 65      |                        |
| 1997-98 | 4°Provinciale H Brabant | 30       | 8      | 50     | 56      |                        |
| 1996-97 | 4°Provinciale H Brabant | 30       | 5      | 55     | 61      |                        |
| 1995-96 | 4°Provinciale H Brabant | 30       | 6      | 43     | 48      |                        |
| 1994-95 | 4°Provinciale H Brabant | 30       | 11     | 27     | 45      |                        |
| 1993-94 | 4°Provinciale H Brabant | 30       | 15     | 16     | 27      |                        |
| 1992-93 | 4°Provinciale I Brabant | 28       | 11     | 27     | 48      |                        |
| 1991-92 | 4°Provinciale I Brabant | 28       | 13     | 16     | 29      |                        |
| 1990-91 | 4°Provinciale I Brabant | 28       | 10     | 24     | 43      |                        |
| 1989-90 | 4°Provinciale J Brabant | 26       | 4      | 34     | 65      |                        |
| 1988-89 | 4°Provinciale I Brabant | 30       | 9      | 30     | 50      |                        |
| 1987-88 | 4°Provinciale I Brabant | 30       | 11     | 27     | 45      |                        |
| 1986-87 | 4°Provinciale I Brabant | 28       | 7      | 33     | 59      |                        |
| 1985-86 | 4°Provinciale I Brabant | 28       | 7      | 33     | 59      |                        |
| 1984-85 | 4°Provinciale E Brabant | 28       | 14     | 15     | 27      |                        |
| 1983-84 | 4°Provinciale E Brabant | 30       | 11     | 24     | 40      |                        |
| 1982-83 | 4°Provinciale E Brabant | 30       | 13     | 18     | 30      |                        |
| 1981-82 | 4°Provinciale E Brabant | 28       | 13     | 14     | 25      |                        |
| 1980-81 | 4°Provinciale E Brabant | 28       | 14     | 17     | 30      |                        |
| 1979-80 | 4°Provinciale H Brabant | 30       | 11     | 23     | 38      |                        |
| 1978-79 | 4°Provinciale H Brabant | 28       | 8      | 30     | 54      |                        |
| 1977-78 | 4°Provinciale H Brabant | 26       | 7      | 29     | 56      |                        |
| 1976-77 | 4°Provinciale H Brabant | 26       | 3      | 40     | 77      |                        |
| 1975-76 | 4°Provinciale E Brabant | 30       | 7      | 31     | 52      |                        |
| 1974-75 | 4°Provinciale E Brabant | 28       | 10     | 24     | 43      |                        |
| 1973-74 | 4°Provinciale E Brabant | 26       | 7      | 26     | 50      |                        |

## Topschutters
| Seizoen | Reeks                   | Topschutter                       | Goals | Opmerking           |
| ------- | ----------------------- | --------------------------------- | ----- | ------------------- |
| 2023-24 | 3°Provinciale C Brabant | Arne Vanderlinden                 | 13    |                     |
| 2022-23 | 3°Provinciale C Brabant | Arne Vanderlinden                 | 27    |                     |
| 2021-22 | 3°Provinciale C Brabant | Benoit Bonvin                     | 9     |                     |
| 2020-21 | 3°Provinciale C Brabant | Kevin De Backer & Sven Vercarre   | 2     | Corona (4 matchen)  |
| 2019-20 | 3°Provinciale B Brabant | Kevin De Backer                   | 10    | Corona (27 matchen) |
| 2018-19 | 3°Provinciale B Brabant | Michaël 't Lam                    | 13    |                     |
| 2017-18 | 3°Provinciale B Brabant | Nicolas Stiellemans               | 12    |                     |
| 2016-17 | 4°Provinciale D Brabant | Dejan Radovic                     | 15    |                     |
| 2015-16 | 4°Provinciale F Brabant | Dimitri De Wilde                  | 15    |                     |
| 2014-15 | 3°Provinciale E Brabant | Dimitri De Wilde & Moustafa Mirzi | 7     |                     |

## Het Bestuur
| Seizoen | Voorzitter       | Secretaris       | Penningmeester     | Andere functies |
| ------- | ---------------- | ---------------- | ------------------ | --- |
| 2023-24 | Craessaerts Gert | Leunis Michel    | Verdeyen Gunter    | De Vos Mark (Voorzitter Jeugd), Van den Meerssche Thiery (Secretaris Jeugd), De Pau Nadine (Onderbouw en Middenbouw Jeugd, Website en Social Media), Taymans Teuvo (Bovenbouw en Middenbouw Jeugd, Communicatie), Lievers Paul (club API, Ondersteuning Jeugd), De Clercq Erika (Evenementen), Roggeman Jonathan (Sponsoring), Mannaerts Guy (Ere-voorzitter) |
| 2012-13 | Craessaerts Gert | -                | Verdeyen Gunter    | Walraevens Erwin (Sportieve Cel), Pauwels Alan (Sportieve Cel), Taymans Teuvo (Ondervoorzitter), De Vos Dirk (Sponsoring), Luppens Stef (Bestuurslid), Deno Dirk (Jeugdcoördinator) |
| 1996-97 | Mannaerts Guy    | De Meester Jean  | Elsocht Marguerite | Van Meeuwen Christiane (Bestuurslid), Coveliers Marc (Bestuurslid), Van Espen Maurice (Bestuurslid), Vandelook Kamiel (Bestuurslid), Ureel Jean-Pierre (Bestuurslid), Claus Marianne (Bestuurslid), Vermeulen Willy (Bestuurslid) |
| 1993-94 | Mannaerts Guy    | De Meester Jean  | Elsocht Marguerite | Van Meeuwen Christiane (Bestuurslid), Van Espen Maurice (Bestuurslid), Keyaerts Jef (Bestuurslid), Roelens Jules (Bestuurslid), Vandelook Kamiel (Bestuurslid), Craessaerts Guido (Bestuurslid), Ureel Jean-Pierre (Bestuurslid), Culot Albert (Bestuurslid), Laeremans Christiane (Bestuurslid), Vanroelen Daniël (Bestuurslid)                              |
| 1977-78 | Aerts André      | Vandelook Kamiel | Aerts Lydia        | Mannaerts Guy (Bestuurslid), Vanderperren Jef (Bestuurslid), Van den Wayenbergh Luc (Bestuurslid), Keyaerts Paul (Bestuurslid), Leyn Jean-Pierre (Bestuurslid), Vanaudenhaegen Maurice (Ondervoorzitter) |
| 1974-75 | Aerts André      | Keyaerts Hubert  | Aerts Lydia        | Craessaerts Maurice (Bestuurslid), De Schrijvere Pierre (Bestuurslid), Keyaerts Rémy (Bestuurslid), Robijns Ferdinand (Bestuurslid), Thijsen Georges (Bestuurslid), Vandelook Kamiel (Bestuurslid) Vanaudenhaegen Maurice (Bestuurslid) |
| 1973-74 | Wijnants Charles | Keyaerts Hubert  | Aerts Lydia        | Sterckx Marcel (Schrijver), Beukenhoudt Henri (Bestuurslid), Craessaerts Jozef (Bestuurslid), Keyaerts Etienne (Bestuurslid), Keyaerts Rémy (Bestuurslid), Robijns Ferdinand (Bestuurslid), burgemeester Keyaerts Philippe (Ere-voorzitter), Goovaerts Frans (Ere-voorzitter)                                                                                 |